# Parti du peuple niuéen
Le Parti du peuple niuéen (Niue People's Party), fondé en 1987, fut le seul parti politique à Niue jusqu'à sa dissolution en 2003. Son rôle y était minime.
Niue est une démocratie parlementaire, et il n'existe aucune entrave à la création d'autres partis, mais la politique des partis n'est pas un aspect prédominant de la politique niuéenne.
Le Parti du peuple niuéen fit son entrée au Parlement lors des élections de 1996. Il remporta les élections de 1999, qui permirent à Sani Lakatani d'accéder au poste de Premier ministre. En 2002, le parti remporta six sièges sur vingt, et forma un gouvernement avec le soutien de huit députés indépendants. Young Vivian, membre du parti, devint Premier ministre.
L'année suivante, en proie à des désaccords internes, le parti choisit de se dissoudre. Il n'y a plus, désormais, aucun parti politique à Niue.